# 後塞山

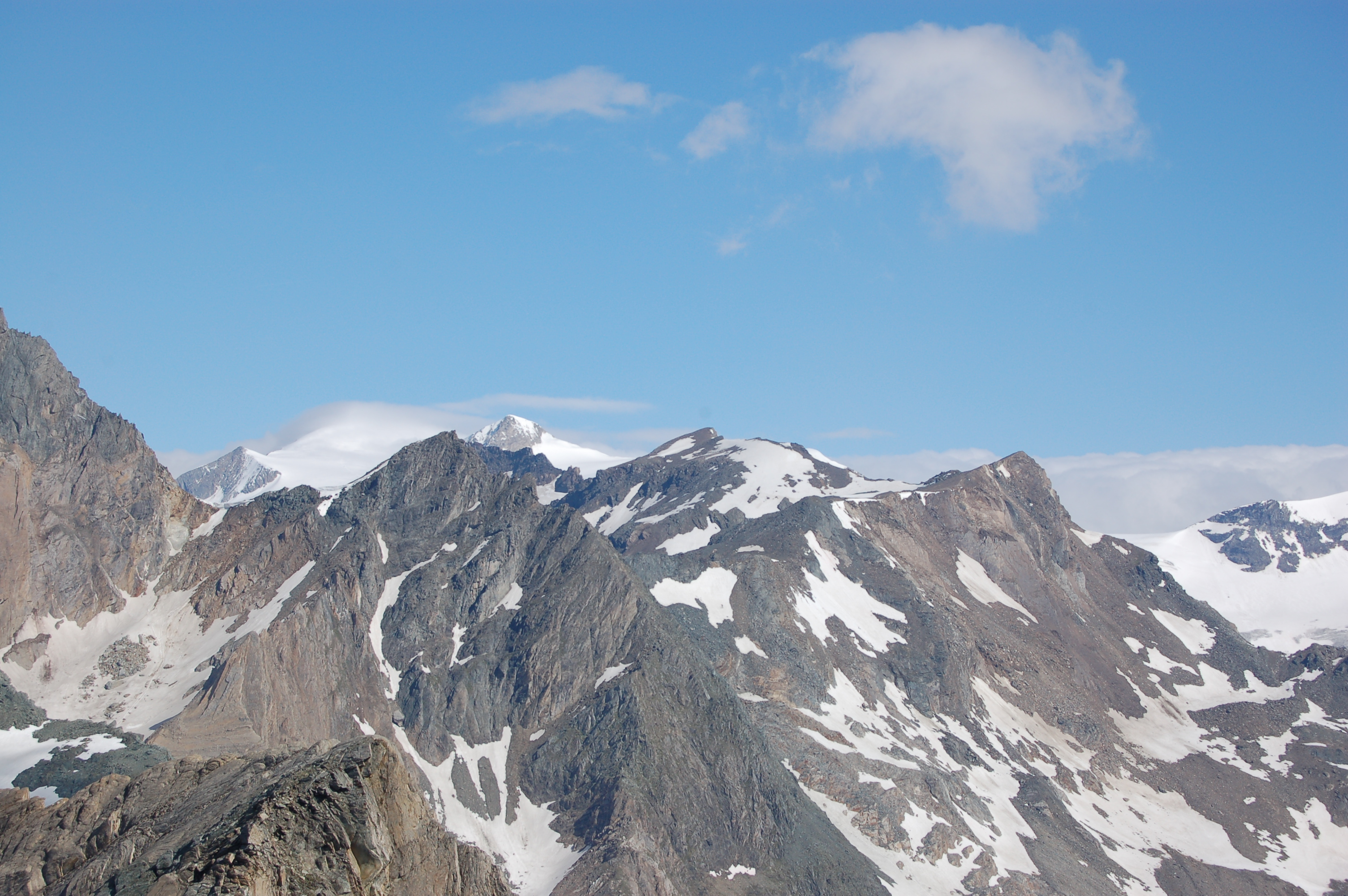

47°04′15″N 12°24′31″E / 47.070702°N 12.408645°E
後塞山（德語：Hinterer Seekopf），是奧地利的山峰，位於該國西部，由蒂羅爾州負責管轄，屬於維內迪傑山脈的一部分，海拔高度3,234米，人類在1898年8月13日首次登頂。